# Fährten (1960)
Fährten ist ein deutsches Fernsehspiel von 1960, nach dem gleichnamigen Theaterstück von Ferdinand Bruckner (1948).

## Handlung
Die gesamte Handlung des Films spielt in einem großen Wohn- und Arbeitszimmer in Pless' Gutshaus. Szenen im Gerichtssaal oder bei der Polizei werden nicht gezeigt, sondern nur (z. B. in Form des Botenberichts) wiedergegeben.
Der Gutsbesitzer Pless und seine Frau führen keine glückliche Ehe – er betrügt sie immer wieder, sie lebt ein melancholisches und zurückgezogenes Leben. Als die Magd Lene ihr beichtet, dass sie von Pless ein Kind erwartet, nimmt sich Frau Pless das Leben. Pless behandelt Lene sehr schlecht, fühlt sich für das Kind nicht verantwortlich und droht damit, sie hinauszuwerfen. Lene spürt, dass sie ungerecht behandelt wird, kann aber aufgrund ihrer mangelnden Bildung ihre Überzeugung nicht in Worte fassen.
Da Pless sich kurz zuvor an die reiche, verwitwete Besitzerin eines benachbarten Pferdegestüts herangemacht hat, gerät er nun in den Verdacht, seine Frau getötet zu haben. Besonders der Bruder von Frau Pless misstraut ihm.
Etwas später: Pless und die Witwe, die bereits ihre Hochzeit planen, wollen Pless' heruntergekommenes Gut abreißen oder zu einem Pferdestall machen. Lene sagt bei der Polizei aus, Pless habe den Abschiedsbrief seiner Frau gefälscht und sie umgebracht. Mit dieser Lüge will sie Pless' erneute Hochzeit verhindern, damit er bei ihr bleibe und sich um sie und das Kind kümmere. Trotz seiner demonstrativen Verachtung gegenüber Lene spürt sie, dass er sie eigentlich liebt – noch bevor ihm das selbst klar wird.
Vor Gericht ist Lene sehr nervös, bleibt jedoch bei ihrer Aussage und schafft es endlich, ihr Recht und das ihres ungeborenen Kindes zu artikulieren. Daraufhin wird Pless festgenommen und die geplante Hochzeit mit der reichen Witwe platzt. Bei einem späteren Prozess vor einer höheren Gerichtsinstanz möchte Lene ihre Aussage zurückziehen, auch wenn das bedeutet, wegen Meineids ins Gefängnis zu gehen. Pless will sich solange um das Kind kümmern und auch danach auf dem Gut mit Lene zusammenleben.

## Kritik
„[...] eine Spitzenleistung, deren Glanz gleich für mehrere Tage reichte. [...] außerordentlich eindringlich inszeniert und gespielt - nun, man konnte vergessen, dass es nur Spiel und nicht echtes Leben war, so viel Ausstrahlung, Leidenschaft, Beklemmung kam über den Bildschirm. Ein interessantes Stück, glänzend gebaut, dramatisch, mit Dialogen, in denen kein Wort zuviel ist, und mit Rollen, die ganz glaubwürdig und ohne Bruch sind. Jede dieser Rollen, ohne Ausnahme, war vorzüglich besetzt.“

„Stärker als die unklar geführte Handlung fesselte die menschliche Kraft, mit der die Magd Lena in der packenden Darstellung durch Elfriede Kuzmany den Gutsherrn, von dem sie ein Kind erwartet und den sie liebt, auf geraden und krummen Wegen an sich bindet. Diese Seelenkraft wurde so zwingend, daß Ullrich Haupt als der Mann zwischen drei Frauen sich vom skrupellosen Glücksritter, in einer schauspielerisch präzisen Entwicklung zum staunend verstehenden Partner einer schlichten, kreatürlichen Ordnung wandeln konnte.“

## Produktion
Der Film wurde vom Bayerischen Rundfunk produziert und am 29. September 1960 zum ersten Mal ausgestrahlt.